# Adidas Roteiro

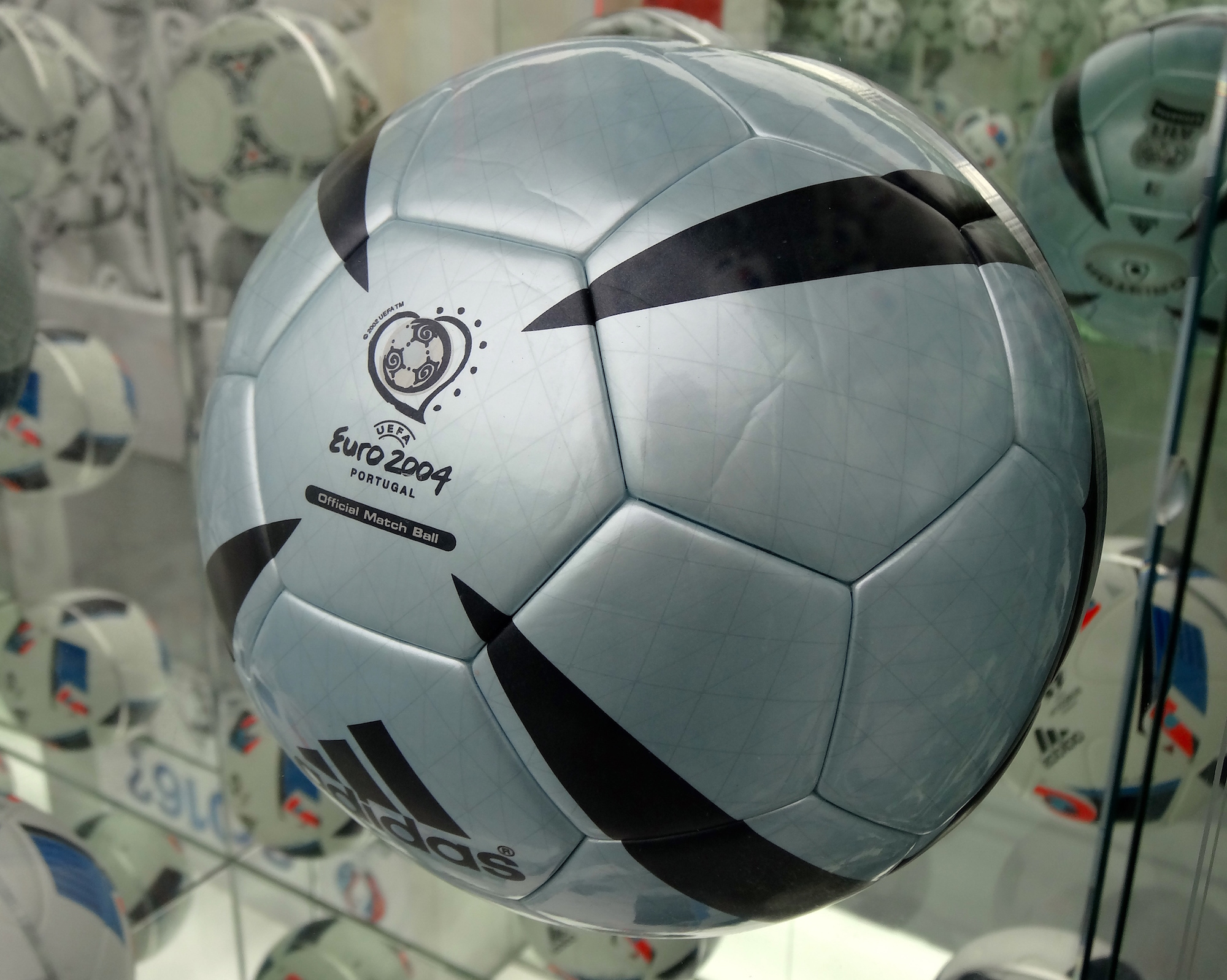
Bola Euro 2004

Roteiro foi a bola de futebol oficial do Campeonato Europeu de Futebol de 2004, produzida pela alemã Adidas.
O nome é uma referência às grandes explorações marítimas portuguesas no século XV e no século XVI. Pela primeira vez em um torneio oficial, cada bola só foi personalizada para cada jogo, com o nome das equipes em campo, data, nome e outros detalhes como o estádio e as coordenadas terrestres. Foi também a primeira bola a ser feita com uma técnica de termosolda desenvolvida pela Adidas.